# Al-Shorta SC Damasc
L'Al-Shorta Sports Club (àrab: نادي الشرطة المركزي, Nādī ax-Xurṭa al-Markazī, ‘Club Central de la Policia’) és un club de futbol sirià de la ciutat de Damasc.

## Palmarès
- Lliga siriana de futbol:[1]
  - 1980, 2012
- Copa siriana de futbol:[2]
  - 1966, 1968, 1980, 1981